# Intergovermentalisme
Intergovermentalisme er en integrationsteori i EU, der mener, at lande naturligt handler ud fra egne interesser. Integrationen i EU vil i samme ombæring kun ske i det tempo, hvor medlemslandene selv ønsker det.